# Pandra
Pandra is een historisch merk van scooters.
Deze werden net als het merk Pandora geproduceerd door Tosho Motor Co. Ltd. in Chiyoda-ku, Tokio. 
Het was een Japans merk dat tussen 1951 en 1955 begon met het op grote schaal produceren van 147 cc scooters. Rond 1963 werd deze productie weer beëindigd. In Maleisië werden deze scooters onder de naam Toshijika Pandra verkocht.